# Само за твоите очи
„Само за твоите очи“ е дванадесетият филм от поредицата за Джеймс Бонд и петият с Роджър Мур в ролята на агент 007. Сценарият на филма е адаптиран по едноименния сборник с разкази на Иън Флеминг от 1960 г. (по разказите „Само за твоите очи“ и „Риск“).

## Сюжет
Внимание:  Текстът по-долу разкрива сюжета на произведението (или части от него)!
В Йонийско море, при случаен сблъсък със стара морска мина, се разбива британски разузнавателен кораб, маскиран като риболовен траулер. На борда му се намира свръхсекретният компютър „ATAC“ (ATAС = Automatic Targeting Attack Communicator), който служи за комуникация с подводниците и контролира старта на техните балистични ракети. Надпреварата за вземането на ATAC започва: британските военни искат да си върнат важния елемент, но и КГБ иска да използва момента и да придобие ATAC. Тимъти Хевлок, гръцки учен, който работи с британската секретна служба, прави опит да извади ATAС, но е убит заедно със съпругата си от гръцкия контрабандист Кристатос, който се намесва в борбата за ATAС.
По лична заповед на министъра на отбраната Джеймс Бонд е изпратен на Средиземно море, за да намери и върне ATAС. Той трябва да успее навреме да предотврати предаването на поверителното съоръжение от Кристатос в ръцете на генерал Гогол, всемогъщия ръководител на КГБ. В помощ на агент 007 е Милош Коломбо, друг гръцки контрабандист, който е против Кристатос. Но основен помощник на Бонд в борбата срещу Кристатос става очарователна Мелина Хевлок, която е готова да направи всичко, за да си отмъсти негодника контрабандист за смъртта на родителите си…

## В ролите
| Актьор           | Роля                                                                                            |
| ---------------- | ----------------------------------------------------------------------------------------------- |
| Роджър Мур       | Джеймс Бонд                                                                                     |
| Карол Буке       | Мелина Хевлок, дъщеря на учен, изучаващ морето                                                  |
| Джулиан Глоувър  | Аристотел Кристатос, контрабандист, който иска да продаде на КГБ устройството „АТАС“            |
| Хаим Топол       | Милош Коломбо, контрабандист, бивш бизнес партньор на Кристатос, който помага на Бонд           |
| Лин-Холи Джонсън | Биби Дал, младият скейтър чудо, който помага на Кристатос                                       |
| Лоис Максвел     | мис Мънипени, секретарка на „М“                                                                 |
| Майкъл Готард    | Емил Леополд Лок, наемен убиец на Кристатос от Белгия                                           |
| Десмонд Левелин  | „Q“, началник на технически отдел на МИ-6, създател на много невероятни устройства за агент 007 |
| Касандра Харис   | графиня Лизл фон Шлаф, любовница на Коломбо                                                     |
| Джефри Кин       | Фредерик Грей, министър на отбраната на Обединеното кралство                                    |
| Джеймс Вилиерс   | Бил Танър, началник на щаба на МИ-6                                                             |
| Уолтер Готел     | генерал Гогол, ръководител на КГБ                                                               |
| Джон Уаймън      | Ерих Криглер, наемен убиец на Кристатос, бивш спортист от Източна Германия, олимпийски шампион  |
| Джил Бенет       | Джакоба Бринък, треньорът на Биби Дал по фигурно пързаляне                                      |
| Джак Хедли       | Тимъти Хевлок, учен, бащата на Мелина Хевлок                                                    |
| Джон Морено      | Луиджи Ферара, агент на МИ-6 от Италия                                                          |
| Джак Клаф        | Апостис, шофьор на Кристатос                                                                    |
| Стефан Калифа    | Хектор Гонзалес, кубински наемен убиец на Кристатос                                             |
| Чарлс Данс       | Клаус, помощник на наемния убиец Лок                                                            |

## Музика към филма
Саундтракът към филма и музиката към главната песен са написани от известния американски композитор и диригент Бил Конти. „Главната“ песен е изпята от шотландската певица Шийна Ийстън. Певицата се харесва на дизайнера на филма Морис Биндър и поради това към началните надписи не само звучи гласът на Ийстън, но и се появява образът ѝ. Това е единственият случай в историята на „бондиана“.
В същото време изпълнението на главната песен е възложено на популярната американска рок група „Блонди“, която записва своя собствена версия. Но когато „Блонди“ научават, че „зад кулисите“ производителите на филма преговарят и с Ийстън, това изключително ги обижда. Те незабавно прекратяват сътрудничество си и записват песента през 1982 г. в музикалния албум „Hunter“.

## Места на снимките
- Манастирът „Влачерна“ и островът на мишките край Корфу
- Манастирът „Света Троица“ на Метеора
- Пистата за бобслей в Кортина д'Ампецо
- Пистата за ски скок в Кортина д'Ампецо

## Интересни факти
- Това е първият филм от „бондиана“ на режисьора Джон Глен. Той държи рекорда (пет филма подред) сред режисьорите, правили филми за приключенията на агент 007.
- В началото на филма Бонд убива своя омразен враг Ернст Ставро Блофелд, лидерът на всемогъщата престъпна организация СПЕКТЪР. Въпреки това по-късно във филма не се споменават имената нито на Блофелд, нито на СПЕКТЪР.
- Малко преди заснемането на филма актьорът Бърнард Ли (който играе „M“ в единадесет филма на „бондиана“ подред) умира. От уважение към паметта му режисьорът не се решава да го замени и прави изменение на сценария. Това е единственият път в историята на „бондиана“, когато Бонд получава задачата не от шефа си „M“, а от министъра на отбраната.
- Карол Буке е участвала в кастинг за ролята на „девойка на Бонд“ за предишния филм на „бондиана“ („Муунрейкър“), но тогава производителите са избрали актрисата Лоис Чайлз.
- Заснемането се извършва в Северно море, във Великобритания, на гръцките острови и манастири, и в планините на Италия.
- Героят „Милош Коломбо“, който се играе от актьора Хаим Топол, е получил името си в чест на Джоакино Коломбо, дизайнер на автомобилите „Ferrari 125“. Този модел е много харесван от Иън Флеминг.
- По време на снимките в планините Роджър Мур, който има панически страх от височини, е принуден да пие алкохол в умерени количества (с насърчение от режисьора), за да притъпи страха си.
- Лин-Холи Джонсън („Биби Дал“) е непрофесионална актриса. В действителност тя е професионален фигурист и сребърен медалист от шампионата на САЩ през 1974 г.
- Въпреки факта, че снимките се провеждат в Кортина д'Ампецо през февруари 1981 г., снегът по улиците не е достатъчен, и затова продуцентите на филма е трябвало да поръчат доставка на сняг от съседните планини.
- По време на снимките актрисата Касандра Харис е женена за „бъдещия“ агент 007, Пиърс Броснан и двойката често обядва в кафенето с легендарния продуцент на „бондиана“ Алберт Броколи.
- Здравният статус на Карол Буке не ѝ позволява да участва пълноценно в подводните снимки, затова много „подводни“ сцени са заснети на сушата, а след това са преработвани чрез включването на различни светлинни и звукови ефекти.
- Гръцкият епископ позволява заснемането на територията на православен манастир на Метеора, но монасите са изключително недоволни от това. Те не само не помагат на екипа на филма, но за да протестират, многозначително не разговарят с продуцентите.
- В последния ден на снимките на пистата за бобслей в Кортина д'Ампецо се случва трагичната смърт на един от каскадьорите, 23-годишния Паоло Ригон.